# Banana (Cabo Verde)
Banana es una localidad caboverdiana del municipio de São Domingos.

## Geografía
La localidad está situada en la isla Santiago.

## Organización territorial
La localidad abarca los lugares y barrios de:
- Aldeia
- Banana
- Lém de Zimbrão
- Lém Fonseca
- Pombal
- Ponta Ribeira
- Taberna
- Várzea Grande